# Giovanni Rovatti
Giovanni Rovatti (Treviso, 18 agosto 1935 – Treviso, 10 novembre 2002) è stato un calciatore italiano, di ruolo attaccante.

## Carriera
Dopo una stagione in Serie C al Treviso (senza mai scendere in campo in partite ufficiali), nella stagione 1956-1957 ha giocato in Serie B con la Marzotto, mettendo a segno 4 reti nelle 30 partite di campionato disputate; ha fatto parte della rosa della squadra di Valdagno anche nella stagione 1957-1958, nella quale ha totalizzato 17 presenze e 2 reti, e, dopo un'annata nel Campionato Interregionale al Vittorio SMC, anche nella stagione 1959-1960, nella quale ha disputato 6 partite senza segnare.
Nelle stagioni 1960-1961 e 1961-1962 ha giocato in Serie C nuovamente con il Treviso, totalizzando 48 presenze ed 8 gol. Rimane con la squadra trevigiana anche nella stagione 1962-1963, nella quale realizza 2 gol in 18 presenze.
In carriera ha giocato complessivamente 53 partite di Serie B, nelle quali ha messo a segno un totale di 6 gol.